# Scopula terrigena
Scopula terrigena är en fjärilsart som beskrevs av Louis Beethoven Prout 1935. Scopula terrigena ingår i släktet Scopula och familjen mätare. Inga underarter finns listade.